# Hoplostethus
Hoplostethus là một chi cá trong họ Trachichthyidae.

## Các loài
Có khoảng 30 loài được ghi nhận trong chi này:
- Hoplostethus abramovi Kotlyar, 1986
- Hoplostethus atlanticus (Collett, 1889) - orange roughy
- Hoplostethus cadenati Quéro, 1974 - black slimehead
- Hoplostethus confinis Kotlyar, 1980
- Hoplostethus crassispinus Kotlyar, 1980
- Hoplostethus druzhinini Kotlyar, 1986
- Hoplostethus fedorovi (Kotlyar, 1986)
- Hoplostethus fragilis (F. de Buen, 1959) - Chilean roughy
- Hoplostethus gigas (McCulloch, 1914) - giant sawbelly
- Hoplostethus grandperrini C. D. Roberts & M. F. Gomon, 2012[2] - Grandperrin's giant sawbelly
- Hoplostethus intermedius (Hector, 1875) - blacktip sawbelly
- Hoplostethus japonicus (Hilgendorf, 1879) - Western Pacific roughy
- Hoplostethus latus (McCulloch, 1914) - palefin sawbelly
- Hoplostethus marisrubri (Kotlyar, 1986) - Red Sea roughy
- Hoplostethus mediterraneus (Cuvier, 1829) - Mediterranean slimehead, silver roughy
- Hoplostethus melanopeza (C. D. Roberts & M. F. Gomon, 2012)[2] - New Zealand giant sawbelly
- Hoplostethus melanopterus (Fowler, 1938) - blackfin roughy
- Hoplostethus melanopus (M. C. W. Weber, 1913) - smallscale slimehead
- Hoplostethus mento (Garman, 1899) - slimy head
- Hoplostethus metallicus (Fowler, 1938) - metallic roughy
- Hoplostethus mikhailini (Kotlyar, 1986)
- Hoplostethus occidentalis (Woods, 1973) - western roughy
- Hoplostethus pacificus (Garman, 1899) - Eastern Pacific roughy
- Hoplostethus ravurictus (M. F. Gomon, 2008)[3]
- Hoplostethus rifti (Kotlyar, 1986)
- Hoplostethus robustispinus (J. A. Moore & Dodd, 2010)[4] - thickspine roughy
- Hoplostethus rubellopterus (Kotlyar, 1980)
- Hoplostethus shubnikovi (Kotlyar, 1980) - Metavay sawbelly
- Hoplostethus tenebricus (Kotlyar, 1980)
- Hoplostethus vniro (Kotlyar, 1995)